# Vándorvér
A Vándorvér a Mobilmánia negyedik stúdióalbuma, amely 2017 október 13-án jelent meg, az előző kiadványokhoz hasonlóan, a Hammer Records gondozásában.
Megjelenését vérfrissítés előzte meg a zenekaron belül: a korábbi énekes , Molnár Péter "Stula", helyére az Avenford énekese, Gamsz Árpád érkezett, aki elődeivel ellentétben, az éneklés mellett gitározik is. A dobokhoz  több mint egy év után visszatért Donászy Tibor, az őt addig helyettesítő Csintalan György távozni kényszerült,és testvéri szolidaritásból így tett öccse,Csintalan Márk gitáros is. Utóbbi helyére Nusser Ernő érkezett,aki mind Kékesivel,mind Donászy Tiborral játszott korábban,és generációja egyik,ha nem a legjobb magyar rockgitárosa.
A lemezt a zenekar a szolnoki Denevér Stúdióban rögzítette. Szinte minden tag írt számot a lemezre , kivéve Kispál Balázs gitárost és Donászy Tibort. Külön kiemelendő az új tagok (Gamsz Árpád,Nusser Ernő) aktivitása. Gamsz Árpád a lemez hangszerelési munkáiból, a zenei rendezésből is kivette részét, továbbá ő volt a felvételvezető is. 
A szövegeket,- az első albumokhoz hasonlóan-, Horváth Attila írta.

## Az album dalai
1. Megvagyunk még (Gamsz Árpád- Zeffer András - Horváth Attila)
2. Elveszett hajók (Gamsz – Horváth)
3. Segíts,hogy úgy legyen  (Zeffer- Vikidál Gyula)
4. Rajtam csak a szeretet győz  (Gamsz- Nusser Ernő- Horváth))
5. Engedd,hogy én is jöjjek  (Gamsz- Nusser - Horváth)
6. Szárnyad voltam  (Gamsz- Zeffer- Horváth)
7. Ha éppen ez a dal volna (Zeffer – Horváth)
8. Ez a nap másképp legyen (Kékesi László -Horváth) (ének:Kékesi László)
9. Ez még nem a pokol (Gamsz- Nusser- Zeffer- Horváth)
10. Egy új szerelmes dal  (Zeffer – Horváth) (ének:Zeffer András)
11. Egy sose hallott dalban (Kékesi- Horváth)
12. Angyal vagy démon (Gamsz – Horváth)
13. Mindig lesz még egy rock and roll  (Gamsz – Horváth)
14. Nincs szivárvány  (Gamsz – Horváth)

## Közreműködők
- Gamsz Árpád - ének, vokál, gitár, akusztikus gitárok
- Zeffer András "Zefi"  - billentyűs hangszerek, ének, vokál
- Kékesi "Bajnok" László - basszusgitár, ének, vokál
- Donászy Tibor - dob, ütőhangszerek
- Vikidál Gyula - ének a Segíts,hogy úgy legyen című dalban
- Kispál Balázs - gitár
- Nusser Ernő - gitár

- Horváth Attila - dalszövegek